# Malo Gradište
Malo Gradište (cyr. Мало Градиште) – wieś w Serbii, w okręgu braniczewskim, w gminie Malo Crniće. W 2011 roku liczyła 278 mieszkańców.